# Tommy Kaczocha
Tommy Kaczocha (Oak Ridge, ...) è un giocatore di football americano statunitense con cittadinanza polacca che gioca nel ruolo di cornerback per gli Schwäbisch Hall Unicorns.